# Poule d'Aquitaine
Pour les articles homonymes, voir Aquitaine.
Pour des articles plus généraux, voir Gallus gallus domesticus et Liste des races de poules.
La poule d'Aquitaine est une race de poule domestique originaire de la Gironde (33), en France, qui devient de plus en plus rare et qui a également disparu des concours avicoles.

## Description
Cette poule de race aquitaine est connue pour sa robustesse et sa capacité d'adaptation, elle est particulièrement appréciée des éleveurs pour sa double aptitude à produire des œufs et de la viande. C'est une volaille de grande taille, à la poitrine développée, destinée à la production de chair et d'œufs.

## Origine
Créée en 1968 par monsieur Joseph Le Pottier avec la société (Société Aquitaine Couvoir), elle est issue principalement de l'Australorp. En créant cette race, son objectif était de créer, à partir de races anciennes, une race de rapport dont le coq développerait un potentiel de croissance rapide et lourd et la poule, une bonne capacité de ponte : soit la race idéale si ce n’est que son aspect demeure plutôt quelconque. C'est une race synthétique créée dans la deuxième moitié du XXe siècle, parfois considérée à tort comme une race traditionnelle ancienne. Ne pas la confondre avec les deux races régionales anciennes menacées : la poule landaise et la poule gasconne.

## Standard
- Poids idéale : coq : 4 à 4,5 kg ; poule : 3,5 à 4 kg
- Crête : simple
- Oreillons : rouges
- Couleur des yeux : rouge orangé
- Couleur de la peau : blanche
- Couleur des tarses : noire
- Variétés de plumage : uniquement noir
- Œufs : min. 65 g, coquille crème
- Diamètre des bagues : coq : 20 mm ; poule : 18 mm

## Source
- Le Standard officiel des volailles (Poules, oies, dindons, canards et pintades), édité par la SCAF.
- Le Site des poules de France
- Le poulailler des grandes races